# 정경택
정경택(鄭京澤, 1961년 ~ )은 조선민주주의인민공화국의 정치인이다. 조선민주주의인민공화국 국무위원회 위원 조선로동당 중앙정치국 후보위원 겸 당 중앙군사위원회 위원이다. 현재 국가보위상이다.

## 경력
조선 인민군 상장으로 2017년 10월, 당 중앙위원회 총회에서 당 중앙군사위원과 정치국 후보위원으로 임명되었다. 2017년 11월, 국가안전보위상에 올랐다.

## 같이 보기
- 조선민주주의인민공화국의 검열
- 조선민주주의인민공화국의 정치